# 盧比亞納
49°34′46″N 23°58′59″E / 49.57944°N 23.98306°E

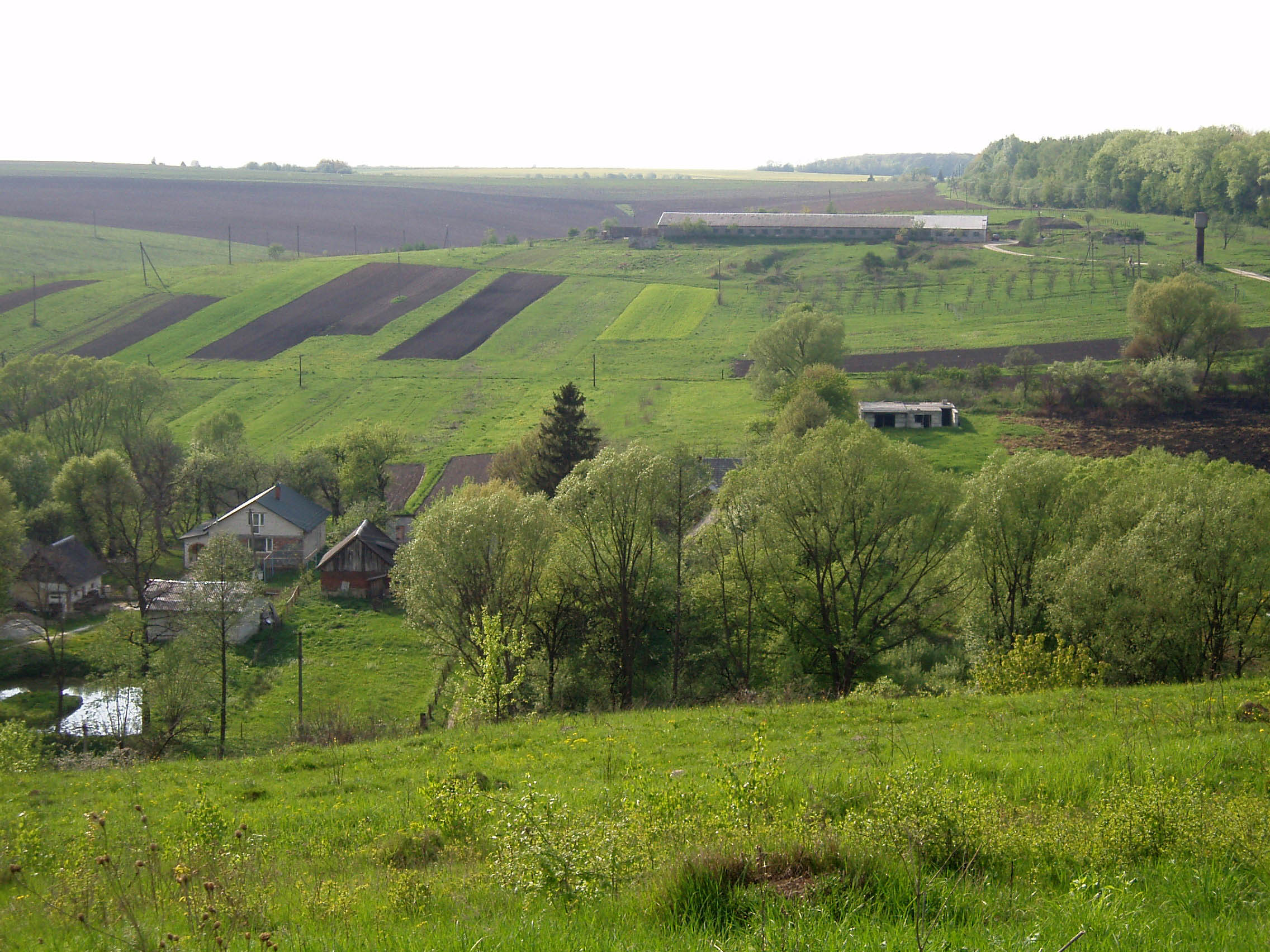

盧布亞納（烏克蘭語：Луб'яна），是烏克蘭西部利維夫州斯特雷區特羅斯佳內茨市鎮的村庄。始建於1500年，面積1.31平方公里，海拔高度279米，2001年人口209，人口密度每平方公里159.54人。